# Rosarno
Rosarno est une commune italienne de la ville métropolitaine de Reggio de Calabre, dans la région Calabre.
Bâtie sur les ruines du site archéologique de l'ancienne colonie grecque de Medma, elle est complètement détruite lors du tremblement de terre de février 1783, et voit alors sa géographie physique remodelée.  Avec la création de marécages qui en résulte, le paludisme s'installe,  et la zone se dépeuple. Toutefois des actions sont entreprises pour assainir les terres, et entre la fin du XVIIIe siècle et 1945, Rosarno, épicentre de la plaine de Gioia Tauro, devient une zone agricole relativement prospère, qui se spécialise dans la culture des oliviers et des agrumes.
Des tentatives impulsées par le gouvernement central italien pour y installer des industries se muent en échec. L'abondance des subventions de toutes natures couplée à la forte présence de la mafia calabraise, la 'Ndrangheta, qui souhaite s'accaparer cette manne, freinent finalement le développement socio-économique de la région. Les migrations économiques des paysans qui ne réussissent plus à vivre de leurs terres sont compensées par une immigration équivalente, initialement avec une forte proportion de personnes en provenance du Maroc et de l'Afrique subsaharienne. Ces immigrés, dont l'exploitation permet de compenser la rentabilité insuffisante des ventes d'agrumes, vivent dans des conditions misérables, et une attaque contre l'un d'entre eux conduit à une révolte de leur part. En rétorsion, une chasse à l'homme et des actes de racisme défraient la presse internationale en 2010.   
Des tentatives citoyennes se font jour pour résoudre ces problèmes (sort des immigrés, omniprésence de la mafia jusque dans les équipes municipales lui valant sa mise sous tutelle à trois reprises). Ainsi, grâce à l'engagement du maire anti-mafia Giuseppe Lavorato, Rosarno est la première municipalité d'Italie à se constituer partie civile dans un procès anti-mafia pour obtenir réparation des dommages matériels, moraux et d'image causés par elle, et l'une des premières à utiliser les biens confisqués à la 'Ndrangheta pour la communauté. Toutefois il n'est pas certain en 2024 que toutes les tentatives insufflées permettent de renverser la tendance. 
Les problèmes de la ville sont considérés par certains chercheurs comme un archétype de ceux rencontrés ailleurs en Italie.

## Étymologie
Le nom est d'origine byzantine. Il provient du toponyme Rousare, qui signifie « le pays des membres de la famille Rùsari ».

## Géographie physique
Rosarno est située sur une colline qui surplombe comme un balcon naturel le port de Gioia Tauro et la plaine environnante du même nom.
Il comprend un territoire vaste et très fertile dont les limites sont la rivière Mésima au nord, la rivière Metramo à l'est et les premiers contreforts de la Serre calabraise, la commune de Gioia Tauro au sud, San Ferdinando (qui faisait partie de Rosarno jusqu'en 1977 ) à l'ouest. La ville est située sur une colline à 67 mètres au-dessus du niveau de la mer, d'où elle domine la plaine en contrebas, riche en orangers et oliviers, et le port de Gioia Tauro, à seulement 6 kilomètres à vol d'oiseau.
Son territoire (dont 120 hectares font partie du Plan Directeur élaboré par l'ASI - Zone de Développement Industriel - pour les installations industrielles) est la porte d'entrée terrestre (ferroviaire et autoroutière) du port de Gioia Tauro et des zones destinées aux installations de production.

### Hameaux
La commune compte 5 hameaux périphériques : Bosco, Zimbario, Crofala, Scattarreggio et Testa dell'acqua.

### Communes limitrophes
| Nicotera                 |           | Candidoni                                     |
| San Ferdinando           | Rosarno   | Laureana di Borrello                          |
| Rizziconi et Gioia Tauro | Melicucco | Feroleto della Chiesa, Cittanova et Melicucco |

### Communications
Rosarno est desservie par l'autoroute A2 (anciennement A3), qui la relie au nord-est à Naples, et au sud-est à Reggio de Calabre.
Elle dispose d'une gare sur la ligne ferroviaire Battipaglia-Reggio de Calabre, et dessert un tronçon vers  le port de Gioia Tauro, destiné au transport de marchandises, inauguré en 1996.

## Climat
La commune jouit d'un climat méditerranéen. Sur la base de la moyenne historique entre les années 1940 et 2020, la température moyenne du mois le plus froid, janvier, s'élève à +10,2 °C ; celle du mois le plus chaud, août , est de +25,0 °C. La température moyenne annuelle s'élève à +17,8 °C.

## Histoire

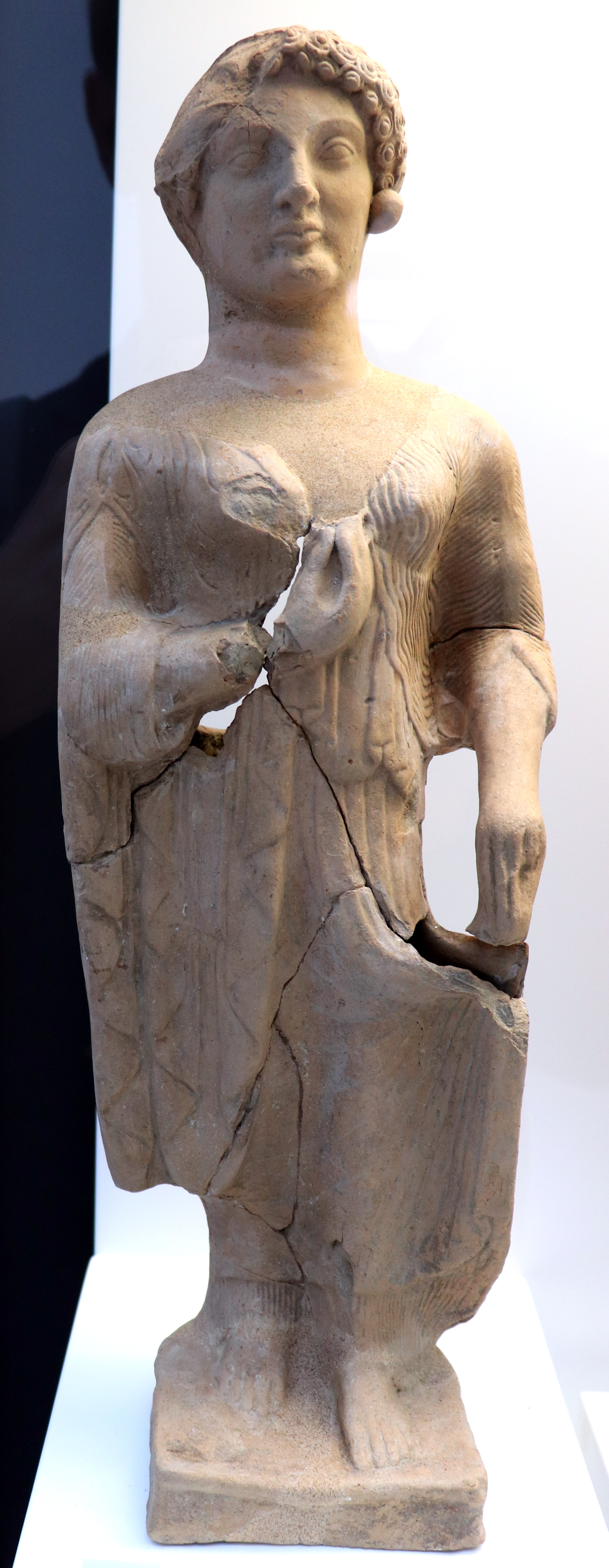
Statuette de femme, l'une des nombreuses statuettes de l'Antiquité classique retrouvées à Rosarno et présentées au Musée national de la Grande-Grèce.

Les origines de Rosarno remontent à l'ancienne colonie grecque de Medma, fondée par les Locriens à la fin du VIe siècle avant JC. La ville disparait au IIe siècle après JC et est remplacée par Nicotera.
À l'époque médiévale, le toponyme apparaît pour la première fois en 1037 dans un document napolitain. Encore plus tôt, les moines basiliens avaient érigé sur la colline appelée Badia un monastère dédié à Santa Maria del Rovito. Il reste, conservée dans le monastère basilien de Grottaferrata, une croix en argent d'origine byzantine avec une inscription qui révèle son origine.
Depuis le XIVe siècle, le fief de Rosarno faisait l'objet de disputes entre les nobles seigneurs féodaux et la couronne. En 1487, le roi Ferrante d’Aragon de Naples, reconnaissant envers Ludovic le More pour l'aide reçue dans la lutte contre la conjuration des Barons, lui accorde la principauté de Rossano et les comtés calabrais de Borrello , Longobucco et Rosarno, qui sont ajoutés au Duché de Bari, déjà en sa possession depuis 1479. Béatrice d'Este, nièce et fille adoptive du roi Ferrante, en est également propriétaire, selon les clauses testamentaires et juridiques prévues par lui lorsqu'il la donne en mariage à Ludovic Le More. À la mort de cette dernière, en 1497, Ludovic (devenu duc de Milan) cède Rosarno avec tout le duché de Bari à leur deuxième fils Sforza Francesco. Ce dernier n'en jouit qu'en 1499, car en raison de l'imminente invasion française du duché de Milan et d'une manœuvre politique confuse et infructueuse de son père Ludovic, Rosarno, avec tout le duché de Bari, est occupé par Isabelle d'Aragon.
Au début du XVIe siècle, Ettore Pignatelli reçut le fief du roi Ferdinand le Catholique, que sa famille entretient jusqu'en 1806. Charles III de Bourbon y passa des vacances en 1735 en chassant dans les bois de la région connus pour leur abondance de gibier et de plantes médicaments.

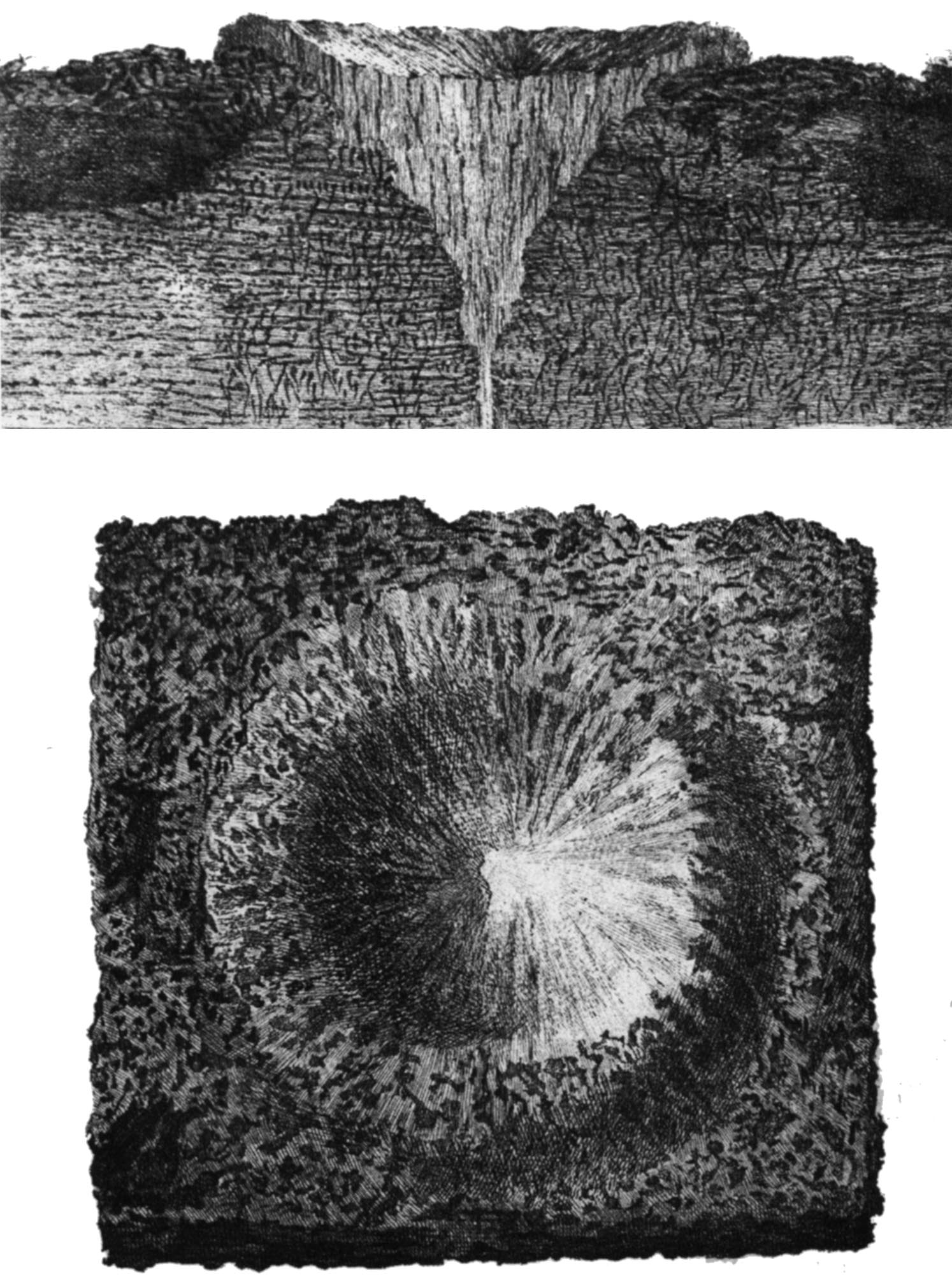
Formation de volcans de sable observés dans la plaine de Rosarno, après les Séismes de février et de mars 1783 en Calabre.

Le 5 février 1783, la ville est rasée par un tremblement de terre dévastateur qui frappe toute la Calabre, faisant plus de 60 000 victimes. Rosarno enregistre la disparition de 203 habitants, mais la conséquence la plus grave est géologique, avec l'effondrement de la vallée de la rivière Mesima. Les bouleversements des eaux qui suivent provoquent l'apparition du paludisme et le dépeuplement urbain, situation atténuée par les interventions du marquis Vito Nunziante, général du roi Ferdinand de Bourbon. Celui-ci entreprend une action d'amélioration qui, au fil du temps, transforme la zone désormais marécageuse en territoire fertile.
Au tournant du siècle, Rosarno est le quartier général du cardinal Fabrizio Ruffo, qui libère la ville de l'armée française d'occupation et qui, de là, prend contact avec le roi Ferdinand Ier, qui entre-temps a fui à Palerme. Son successeur Ferdinand II visite la ville en 1833, immédiatement après son couronnement, et revient vingt ans plus tard, recevant un accueil triomphal. Même Giuseppe Garibaldi, lors de son Expédition des Mille, s'arrête à Rosarno en 1860. Les habitants font tout leur possible en faveur de l'armée de Garibaldi, et le témoignage des événements est fourni par le journal de voyage de l'écrivain-soldat français Maxime Du Camp.
Grâce également aux opérations de bonification des terres qui ont duré des décennies, Rosarno est devenue un centre d'attraction économique et commerciale, attirant des milliers de travailleurs de la zone ionienne et de la zone napolitaine, favorisée par la nouvelle ligne ferroviaire qui reliait Eboli à Reggio de Calabre et qui, au début du XXe siècle, se distinguait par son intense trafic de marchandises. L'occupation des terres forestières en 1945 a donné une impulsion à l'évolution du secteur agricole : des centaines de familles paysannes se sont installées sur les terres incultes, donnant lieu au développement de plantations d'agrumes et d'oliviers. Cette installation s'inscrit dans un mouvement plus général concernant toute la Calabre et au-delà, d’occupation des terres domaniales non cultivées.

## Aspects économiques et sociaux

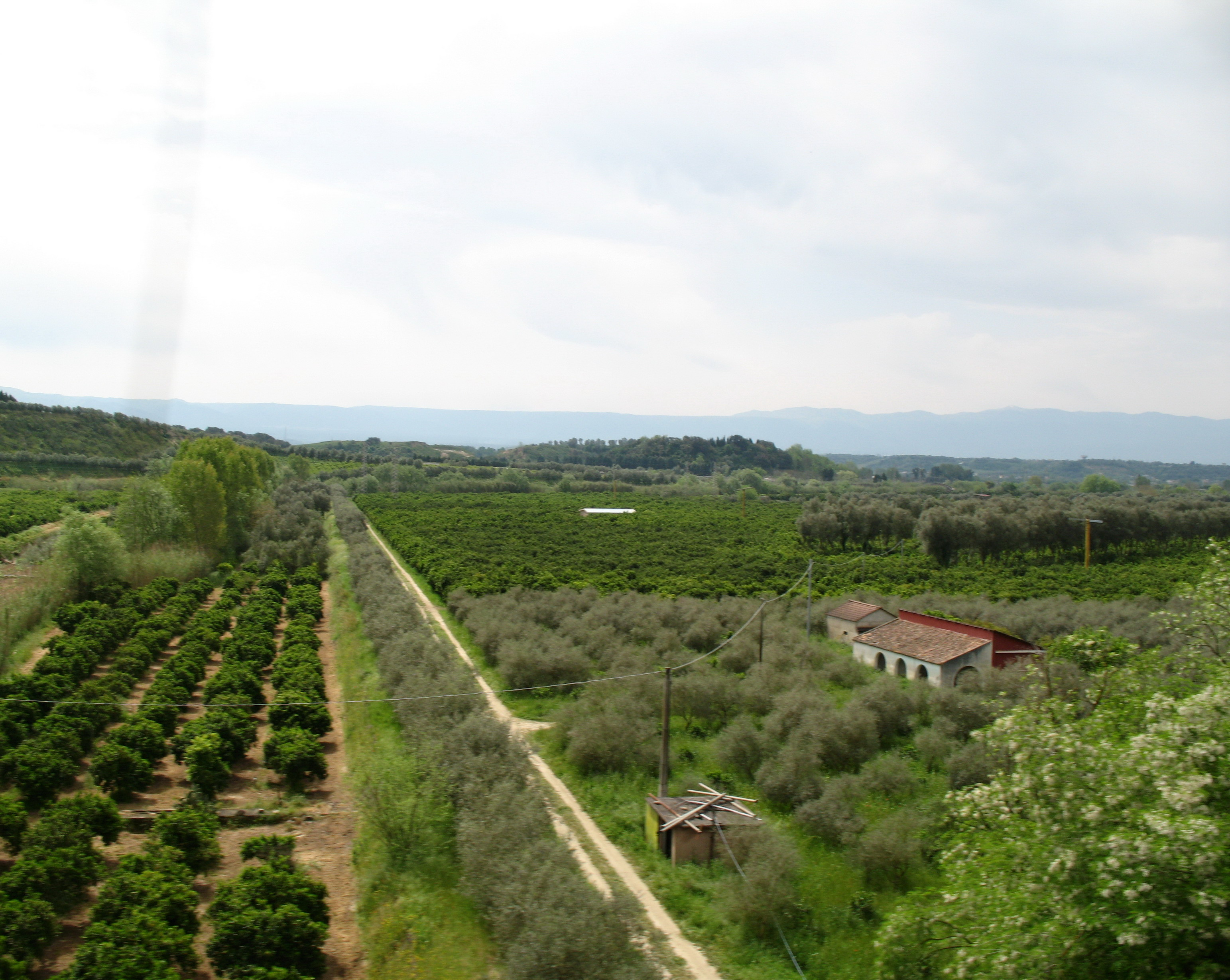
Plaine de Gioia Tauro, plantations d'agrumes près de Rosarno.

Le développement de l'agriculture depuis 1945 est très profitable à Rosarno, qui est alors synonyme d'emploi : elle est qualifiée d'Americanedda, « petite Amérique », même si les revendications sociales des travailleurs, dont les cueilleuses d'olives, sont prégnantes. Jusque dans les années 1960, la récolte des olives et des oranges assure un revenu suffisant aux agriculteurs, dont aux anciens saisonniers ayant réussi à s'acheter un lopin de terre. La production des agrumes, mandarines et oranges, est destinée principalement aux industriels du jus d'orange. À partir des années 1980, outre les revenus directs des ventes, la région voit se développer un double phénomène : celui des « oranges de papier », fausses déclarations de production afin de bénéficier de subventions européennes à la production, et les escroqueries aux assurances sociales. Lorsque l'Italie s'ouvre à l'immigration et que de nombreux habitants émigrent vers les États-Unis, ils sont progressivement remplacés par des travailleurs africains. Ceux-ci ne sont en général pas déclarés, et ne bénéficient pas des assurances maladie, maternité et surtout chômage. À l'inverse, des locaux paient des cotisations sur des emplois fictifs pour profiter de ce chômage : 9 saisonniers agricoles sur 10 déclarés s'avèrent être de faux-travailleurs. 

### Un développement freiné par la mafia
Rosarno et ses alentours ont bénéficié de fonds importants en vue de leur développement. D'une part à travers les millions du « Paquet Colombo » (Paquet Colombo (it)) dépensés en expropriations pour un projet de construction d'une usine sidérurgique, dont la construction du port de Gioia Tauro constituait le préalable. D'autre part, des coopératives agricoles qui se sont lancées pour redynamiser l'agriculture et autonomiser les petits paysans, ont reçu d'importants fonds européens. 
Giuseppe Valarioti (it), un natif de la ville, défend l'unicité de la Coopérative Rinascita, créée en 1971 et dont le chiffre d'affaires d'un milliard de dollars et les subventions accordées par l'Europe, excitent l'appétit des membres de la 'Ndrangheta de l'ensemble de la plaine de Gioia Tauro, dont Rosarno est l'épicentre. Ayant rejoint le parti communiste, il milite dans ce sens au sein de la population de Rosarno. Lors de rassemblements militants, il n'hésite à dénoncer, en criant leurs noms, ceux des membres de la 'Ndrangheta tenus pour responsables du déclin d'un territoire dominé par la criminalité. Le 20 juin, alors qu'il fête les victoires électorales du PCI, dont sa propre élection au conseil municipal, il est abattu par un exécutant. Les commanditaires sont le chef du clan local, Giuseppe Pesce, et Giuseppe Piromalli, chef d'un clan ayant la mainmise sur le port voisin de Gioia Tauro.
En 1980, la revue Paese Sera indique que les deux milliards de lires octroyées sur deux ans par l'État italien pour soutenir l'agriculture locale n'ont en fait profité qu'à 300 personnes, pour la plupart appartenant à des familles de la 'Ndrangheta.
Toutefois, si Rosarno est la ville italienne comportant le plus fort pourcentage de mafieux dans sa population, elle n'est, pour l'ethnologue Cinzia Costa, que le reflet des problèmes existants en Italie, et cette image ne doit pas cacher la multiplicité des mouvements antagonistes des citoyens et citoyennes, tentant de faire échapper la ville à cette situation.

## Conflit: la «Révolte de Rosarno»
Rosarno est le théâtre, en décembre 2008 et à nouveau en janvier 2010, d'émeutes d'Africains employés comme ouvriers agricoles saisonniers et ce à la suite de l'agression de deux d'entre eux au fusil à air comprimé par de jeunes italiens,.
À la fin des années 2000, les prix concédés aux agriculteurs par les industriels du jus d'orange sont devenus ridiculement faibles, de 5 à 6 centimes du kg, un prix qui ne couvre pas les coûts de production. Certains agriculteurs cessent tout simplement leurs récoltes. Pour d'autres, les ramasseurs sont vus comme étant la seule variable d'ajustement. Ceux-ci, travailleurs immigrants au  statut fragile— alors que le chômage est élevé, une bonne part d'entre eux est recrutée au jour le jour par des caporali, des intermédiaires prenant leur part au passage et choisissant les plus dociles — vivent dans des conditions proches de l'esclavage. Leurs salaires sont misérables, même pour ceux ayant un contrat de travail dont le taux horaire indiqué n'est pas respecté, et la plupart des 1 500 migrants alors recensés sont logés à l'écart, dans des usines désaffectées de San Ferdinando, sans électricité, ni eau courante, ni W.C,.  

### Les émeutes
Les tirs contre deux d'entre eux alors qu'ils reviennent des champs, à coups de carabine à air comprimé, attribués à un membre du clan mafieux Belloco, provoquent une révolte de ces travailleurs. Après la rumeur que deux d'entre eux ont été tués (dans les faits, l'un des deux a été blessé), ils vont manifester contre le racisme, certains d'entre eux cassant par la suite des vitrines et brûlant des voitures,. Des habitants d'origine italienne, par mesure de rétorsion, assaillent deux travailleurs à coups de barres de fer, cinq tentent de les écraser en voiture, mettant autant de personnes à terre, et un autre tire à balles réelles. Une chasse à l'homme s'ensuit, des migrants sont passés à tabac et la population appelle la police dépêchée sur place à tirer sur les migrants. Ceux-ci sont évacués par la police vers Bari, au  motif d'assurer leur sécurité et les 20 % d'immigrants illégaux sont retenus pour être expulsés,. Le bilan des émeutes est de 67 blessés dont deux graves, et dont 31 étrangers, 17 habitants italiens et 19 policiers, selon l'agence de presse Agenzia Nazionale Stampa Associata (ANSA).  

Conditions de vie  et expulsion des migrants documentées en décembre 2009 et janvier 2010
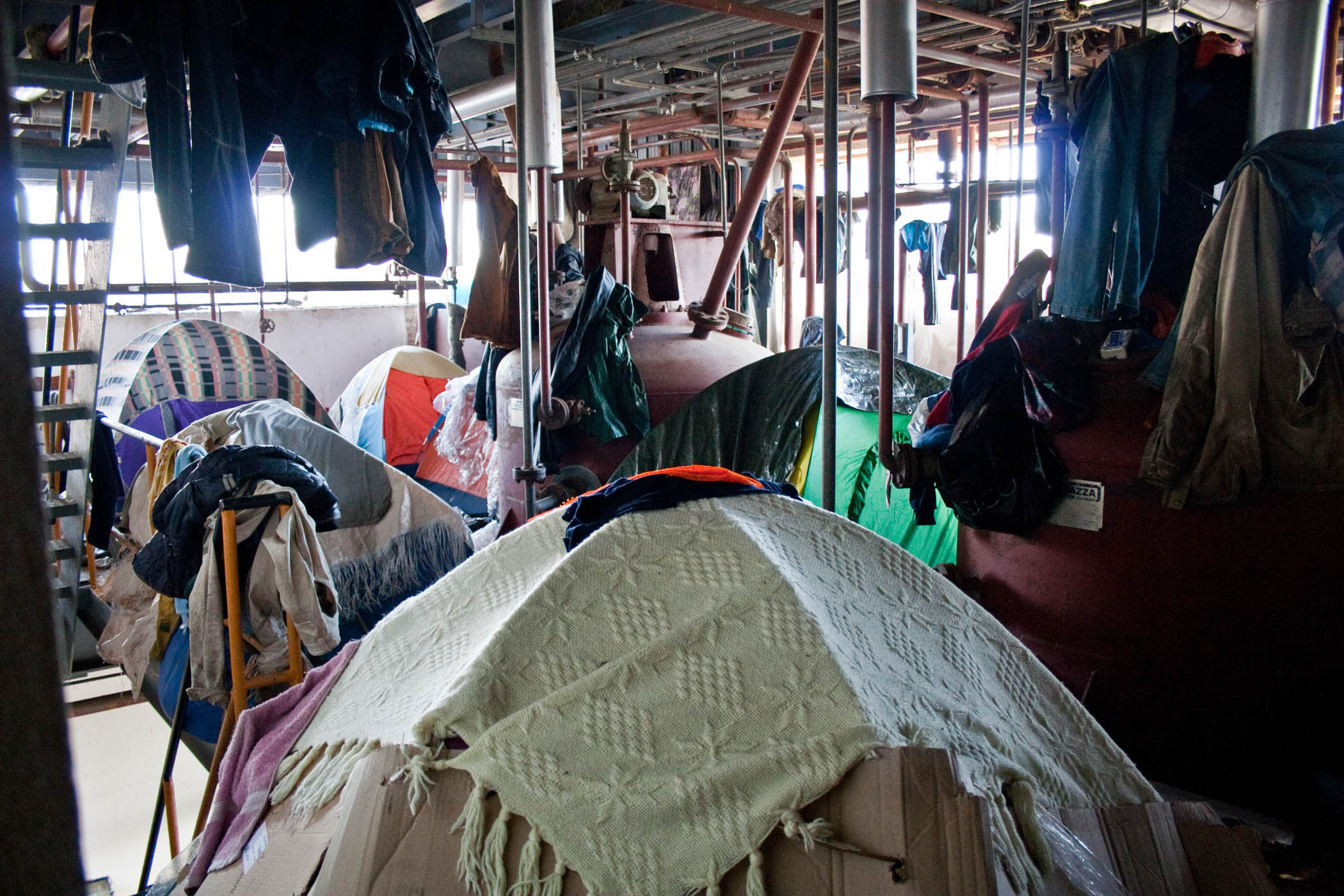
Camps de migrants dans une ancienne papeterie.
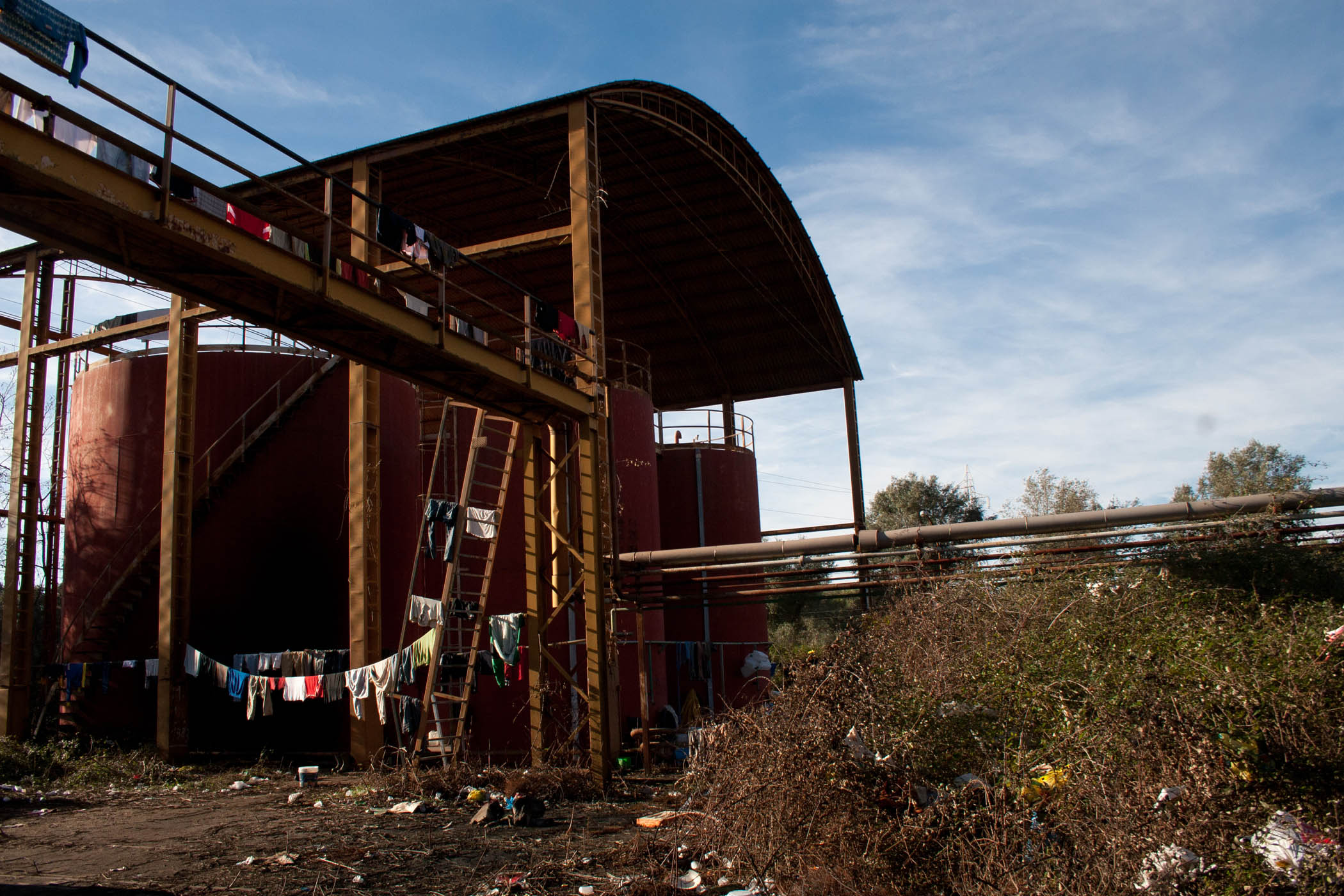
Une usine désaffectée devenue un bidonville.
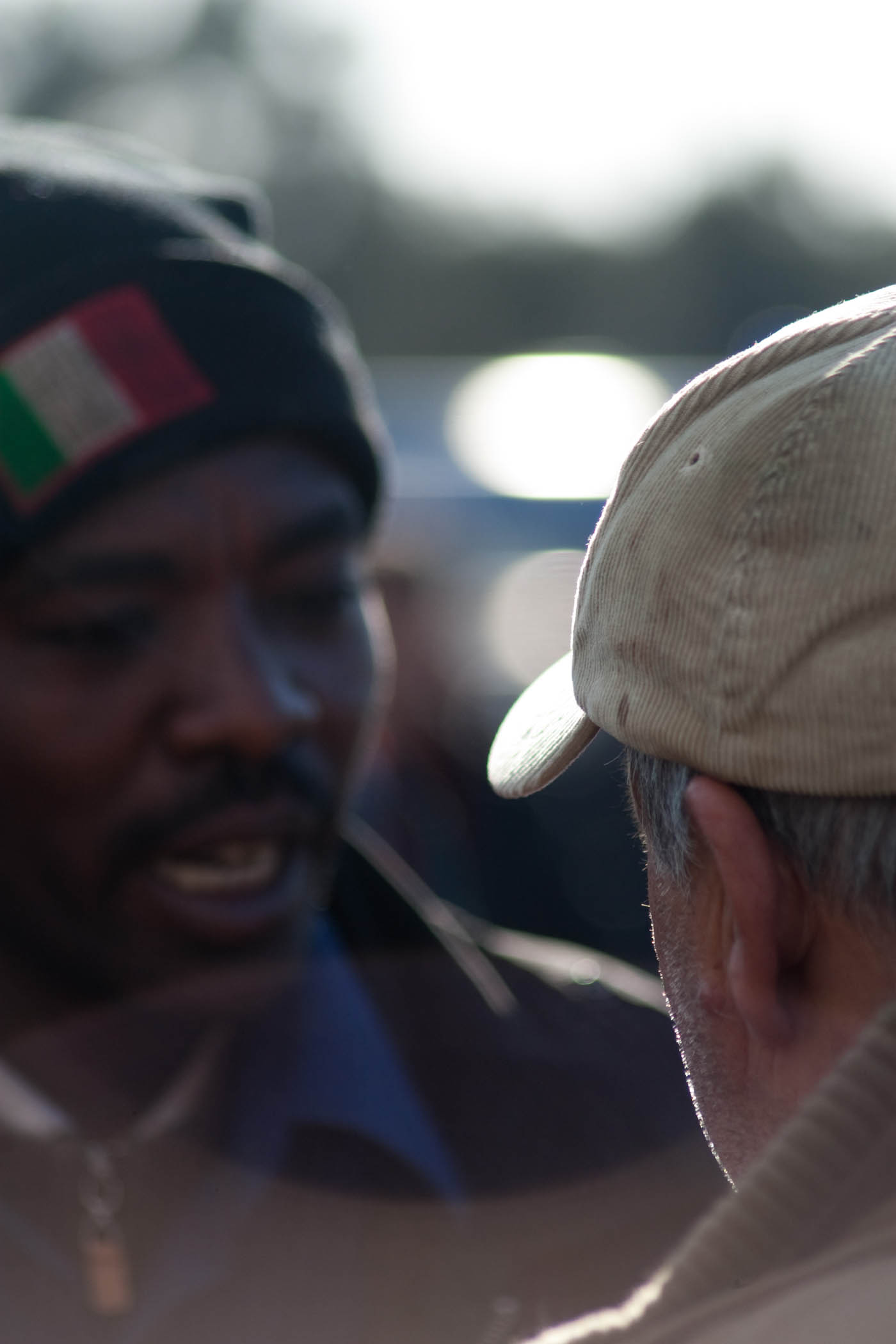
Employeur payant le solde du salaire d'un migrant.
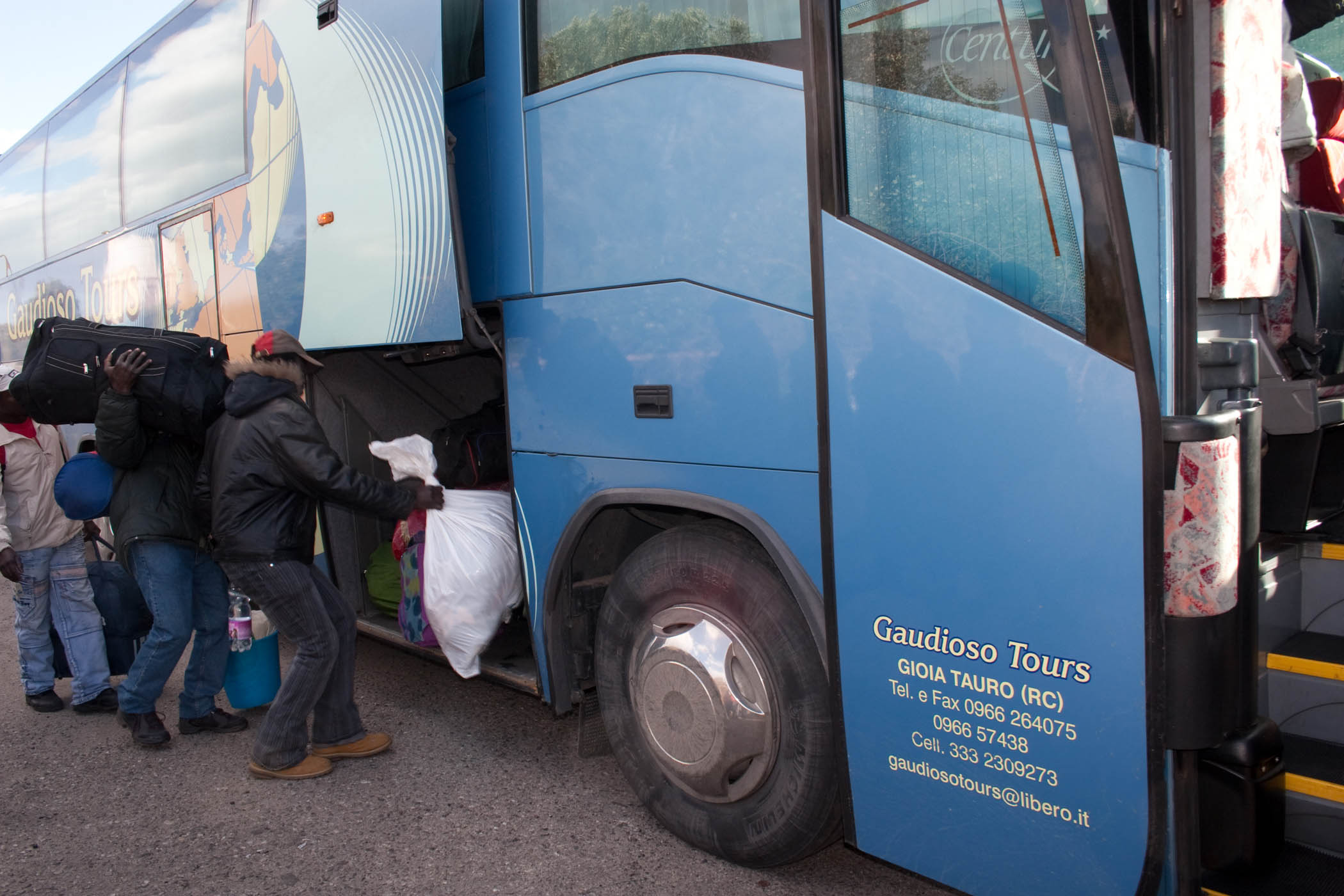
Expulsion en bus des migrants (janvier 2010).

### Analyses
Certains analystes, et notamment le substitut du procureur à la Direction nationale anti-mafia, Alberto Cisterna, attribuent cet évènement non pas au racisme, mais à une volonté de la 'Ndrangheta d'affirmer son pouvoir : les tirs initiaux résulteraient d'un refus des victimes de payer le « pizzo », et la chasse à l'homme qui a suivi, d'un refus de voir son pouvoir contesté,.  
Toutefois, pour d'autres, une attribution du phénomène simplement au racisme, ou à l'influence de la mafia, se concentre sur les conséquences au lieu d'envisager les causes, et masque l'économie générale de la filière, conçue comme une chaîne d'exploitation de façon à déporter sur une catégorie mal payée les difficultés économiques de la récolte des oranges.  

### Conséquences
Après les émeutes, lors de la récolte suivante, une des deux usines est détruite, l'autre murée, et des camps de tentes puis de préfabriqués sont construits en remplacement, toujours à l'écart. Mais globalement, la situation est inchangée, et les salaires sont toujours aussi faibles. Une clinique mobile de l'association Médecins pour les Droits de l'Homme opère depuis 2014, sans parvenir à combler tous les besoins de santé, « l'accès aux soins était alors et est encore aujourd'hui entravé par de nombreux facteurs, parmi lesquels l'isolement des lieux de vie en l'absence de transports en commun, le manque d'information sur le droit à la santé et les modalités d'accès aux services, les très graves déficiences structurelles des services de santé publique locaux, l'impossibilité de s'inscrire au Service National de Santé en l'absence de résidence reconnue ».
En 2018, Soumaïla Sacko, un jeune syndicaliste malien en âgé de 29 ans habitant dans un bidonville à la sortie de Rosarno, est froidement abattu par les occupants blancs d'une voiture, alors qu'il était à la recherche de tôles ; ses deux camarades sont blessés.

## Administration
En 2004, Rosarno obtient le titre de ville, qui lui est décerné par le Président de la République, sur proposition du Ministre de l'Intérieur. Cependant, les services sont rares (l'hôpital construit dans les années 70 n'a jamais été inauguré). 
| Période          | Période                        | Identité                                              | Étiquette                      | Qualité                      |
| ---------------- | ------------------------------ | ----------------------------------------------------- | ------------------------------ | ---------------------------- |
| 12 août 1988     | 8 juillet 1989                 | Giuseppe Vincenzo Lacquaniti                          | Démocratie chrétienne          | maire                        |
| 28 décembre 1989 | 3 janvier 1991                 | Giuseppe Vincenzo Lacquaniti                          | Démocratie chrétienne          | maire                        |
| 3 janvier 1991   | 28 janvier 1992 8 juillet 1989 | Vincenzo Benedetto                                    | Liste civique                  | maire                        |
| 28 janvier 1992  | 22 novembre 1993               | Buda, Caridi, Occhiuto                                | N.A.                           | commissaires extraordinaires |
| 6 décembre 1993  | 25 juillet 1994                | Angela Rosa Larosa                                    | Indépendant                    | maire                        |
| 25 juillet 1994  | 21 novembre 1994               | Giuseppe Priolo                                       |                                | commissaire extraordinaire   |
| 22 novembre 1994 | 30 novembre 1998               | Giuseppe Maria Augusto Lavorato                       | Parti démocrate de la gauche   | maire                        |
| 30 novembre 1998 | 8 juillet 2003                 | Giuseppe Maria Augusto Lavorato                       | Liste civique de centre-gauche | maire                        |
| 8 juillet 2003   | 3 novembre 2005                | Giacomo Francesco Saccomanno                          | Liste civique de centre-droit  | maire                        |
| 3 novembre 2005  | 24 février 2006                | Maria Stefania Caracciolo                             |                                | commissaire extraordinaire   |
| 24 février 2006  | 13 juin 2006                   | Maria Adele Maio                                      |                                | commissaire extraordinaire   |
| 13 juin 2006     | 15 décembre 2008               | Carlo Martelli                                        | Liste civique de centre-droit  | maire                        |
| 15 décembre 2008 | 29 janvier 2010                | Domenico Bagnato Francesco Campolo Rosario Fusaro     |                                | commissaires extraordinaires |
| 29 janvier 2010  | 14 décembre 2010               | Domenico Bagnato Francesco Campolo Rosario Fusaro     |                                | commissaires extraordinaires |
| 14 décembre 2010 | 5 juin 2015                    | Elisabetta Rosa Tripodi                               | Liste civique de centre-gauche | maire                        |
| 5 juin 2015      | 19 juin 2015                   | Filippo Romano                                        |                                | commissaire préfectoral      |
| 19 juin 2015     | 7 juin 2016                    | Filippo Romano                                        |                                | commissaire extraordinaire   |
| 7 juin 2016      | 16 février 2021                | Giuseppe Idà                                          | Liste civique                  | maire                        |
| 16 février 2021  | 23 février 2021                | Antonio Reppucci                                      |                                | commissaire préfectoral      |
| 23 février 2021  | 30 août 2021                   | Antonio Reppucci                                      |                                | commissaire extraordinaire   |
| 30 août 2021     | 23 octobre 2023                | Emilio Saverio Buda Antonio Giannelli Roberta Mancuso |                                | commissaires extraordinaires |
| 23 octobre 2023  | en charge                      | Pasquale Cutrì                                        | Liste civique                  | Maire                        |

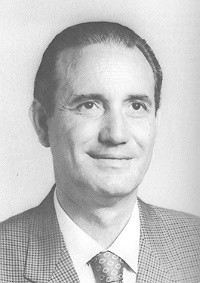
Giuseppe Lavorato en 1987. Avec (mort assassiné par la 'Ndrangheta en 1980), ils sont engagés dans la lutte contre la mafia de Rosarno.

Rosarno a connu trois périodes de mise sous tutelle préfectorale à cause de la mafia locale, avec la désignation de Commissaires extraordinaires, et la ville est jugée quasiment ingouvernable, à tel point qu'il est difficile de trouver des candidats. À deux reprises, le Conseil a été dissous pour cause d'infiltration mafieuse, le dernier cas concernant Giuseppe Idà, qui est arrêté  dans le cadre d'une enquête dite « enquête Faust », avec 49 autres personnes. Le troisième cas concerne la maire anti 'Ndrangheta Elisabetta Tripodi, qui a fait l'objet de menaces par un chef local de la mafia emprisonné, Rocco Pesce, relayées par un complice au sein de la mairie. Le conseil municipal a été dissous à la suite de la démission de l'ensemble des membres de l'opposition et d'une personne de la majorité.
D'autre part, outre la mainmise de la mafia et les menaces qu'elle profère sur de potentiels élus, la situation financière de la ville est difficile, avec une évasion fiscale estimée à 80 %, et un montant de dettes hors-bilan « qui s'allonge », rendant d'avance impopulaire tout nouveau candidat qui voudrait résoudre le problème. Toutefois, en 2023, trois candidats se présentent, et Pasquale Cutri, médecin retraité présentant une liste civique soutenue par Forza Italia remporte les élections municipales avec une majorité relative de 45,79 % des voix. Celui-ci s'oppose à l'association faite entre Rosarno et la 'Ndrangheta, considérant qu'il s'agit d'une vision externe de journalistes ne connaissant pas la situation. Il minimise sans les nier les problèmes avec la mafia et son importance, assurant que les morts violentes traduisent un manque de dialogue.

## Démographie
La région de Rosarno a connu un épisode d'émigration dans les années 1970-1980 devant les difficultés à vivre de l'exploitation de la terre. Cette émigration a été compensée par une immigration principalement hivernale, pendant la récolte des oranges.

## Personnes liées à la commune
Les personnes de Rosarno ayant accédé à une forme de médiatisation le doivent assez systématiquement à leurs liens avec la 'Ndrangheta, qu'elles s'y soient opposées, qu'elles en aient été victimes ou qu'elles aient travaillé pour elle. Outre les personnes citées dans les autres sections, figurent :
- Maria Concetta Cacciola (1980-2011), née dans une famille mafieuse de Rosarno, y a été assassinée pour avoir témoigné devant la justice sur les agissements de son clan ;
- Giuseppina Pesce, repentie, membre du principal clan mafieux de Rosarno, qui a dénoncé sa famille pour préserver ses enfants et échapper à la mort.

## Monuments et lieux d'intérêt

### Architecture religieuse
- L'église de San Domenico, aujourd'hui appelée « Église du Rosaire », annexée au couvent détruit des Pères Prêcheurs Dominicains, fondé en 1526 sous le nom de « Santa Maria del Soccorso ». Le couvent a accueilli le frère Girolamo Musitano, l'un des théologiens les plus érudits du XVIIe siècle, auteur du  Teologicarum Disputationum. L'unique témoignage de l'ancien monastère, détruit par le tremblement de terre de 1783, est l'actuelle église du Rosaire, l'ancienne chapelle des frères, à nef unique. Le maître-autel en marbre finement travaillé est dédié à la Vierge du Rosaire. Dans les allées latérales sont conservées les statues de Saint Rocco et de la Madone du Rosaire. L'église abrite deux autres effigies sacrées, de Sainte Rita et de Saint Michel. Un médaillon en marbre précieux représentant Pie V se trouve sous l'autel moderne. La voûte de l'église a été décorée de fresques en 1926 par Zimatore Grillo. Les fosses funéraires sont encore conservées sous le sol. La Confrérie du Rosaire existe depuis le XVIIIe siècle[39].
- L'église paroissiale ou église de San Giovanni Battista (Saint Jean-Baptiste), est nommée d'après le protecteur de la ville. Par décret de Mgr. Domenico Crusco, administrateur apostolique du diocèse d'Oppido-Palmi, à la demande du curé Don Pino Varrà, l'église paroissiale de San Giovanni Battista a été élevée au rang de sanctuaire diocésain en l'honneur de Marie de Patmos. L'année de construction n'est pas connue, mais en 1540, elle figure sur le Registre du Vatican. Détruite par le tremblement de terre de 1783, elle fut reconstruite, puis démolie en 1929 et reconstruite sur le même emplacement[39].
- L'église du Purgatoire. En 1698, elle apparaît également dans le registre paroissial sous le nom d'« Église des Morts » ou « de la Sainte Trinité ». Le culte des « saintes âmes du Purgatoire » est ancien et est attesté par une inscription sur la grosse cloche de 1649. Un tableau placé au-dessus de l'autel d'une époque plus récente, cadeau de 1903 d'un émigré argentin, atteste de la grande dévotion des Rosarnesi pour les âmes du purgatoire. L'objet le plus précieux de cette petite église (déjà détruite par le tremblement de terre de 1783, et de nouveau endommagée par celui de 1894, puis reconstruite l'année suivante) est un crucifix en bois datant probablement du XVIIe siècle[39].
- L'église de l'Immaculée Conception. L'ancienne église de l'Immaculée Conception, construite à la fin du XVIIe siècle, se trouvait sur l'actuelle Place Duomo. Elle fut démolie en 1942, ainsi que de nombreuses maisons adjacentes, pour faire place à un bâtiment scolaire monumental. Au début des années cinquante, la petite église actuelle qui porte l'ancien nom, a été construite dans le quartier Gallo, près de la colline Barbalace et à quelques mètres de la Via Roma[39].
- L'église d'Addolorata, originellement fondée comme église filiale de la paroisse de S. Giovanni Battista, était située dans une petite cabane à la périphérie du quartier récemment formé de Case Nuove. Elle fut agrandie en 1930 pour répondre à la croissance du quartier. Le bâtiment actuel a été construit en 1939.  Cette église a été élevée en paroisse en 1953[39].

### Architecture civile
- Le complexe scolaire E. Marvasi, nommé d'après le poète Enzo Marvasi de Rosarno, est situé dans le centre historique de Rosarno, sur la place principale de la ville. Conçu par l'architecte et urbaniste italien Marcello Piacentini en 1936, inauguré le 4 novembre 1939, il constitue un exemple caractéristique de l'architecture de l'époque fasciste.
- Le Musée archéologique de Medma, construit autour du parc archéologique, tire son nom de l'ancienne ville de Medma en Grande-Grèce. Il a ouvert ses portes en avril 2014[40].
- L'amphithéâtre de Rosarno est une structure moderne, dont l'inauguration est annoncée en 2018[41] puis en août 2024[42].

## Honneur
L'astéroïde (142558) Rosarno est nommé en son honneur.